# Christian Günter
Christian Günter (Villingen-Schwenningen, 28 de fevereiro de 1993) é um futebolista profissional alemão que atua como Lateral esquerdo. Atualmente joga no Freiburg.

## Carreira
Christian Günter começou a carreira no SC Freiburg.